# 門馬秀貴
門馬 秀貴（もんま ひでたか、1973年10月23日 - ）は、日本の男性総合格闘家。東京都品川区出身。Brightness主宰。元和術慧舟會A-3代表。

## 来歴
25歳の時に和術慧舟會A-3で格闘技を始める。
2001年9月21日、リングスで伊藤博之相手にプロデビュー、判定勝ちを収めた。
2002年7月28日、パンクラスのネオブラッド・トーナメントの決勝戦で北岡悟にKO勝ちし、トーナメントを優勝した。
2006年2月4日、MARSでホドリゴ・グレイシーと引き分けた。
2006年3月22日、ビッグマウス・ラウド興行「BIG MOUTH ILLUSION III」のメインイベントで柴田勝頼と対戦。打撃戦の末、フォール負け。
2006年5月3日、HERO'Sミドル級（-70kg）王者決定トーナメントの1回戦でJ.Z.カルバンにパウンドでTKO負け。
2007年3月17日、CAGE FORCEウェルター級王座決定トーナメント1回戦でヤンネ・トゥリリンタに一本勝ちするも、9月8日の準決勝でダン・ハーディーにTKO負け。
2008年3月15日、DREAM.1で桜井"マッハ"速人と対戦し、パウンドでTKO負け。
2009年2月20日、DEEP 40 IMPACTで池本誠知とDREAMウェルター級GP出場権を懸け5年振りに再戦するも、TKO負けで出場権を逃した。
2009年5月25日付けで約10年在籍した和術慧舟會から独立した。
2009年10月1日、東京都足立区関原に自身のジム「Brightness MONMA DOJO」をオープン。
2010年10月24日、DEEP 50 IMPACTで山本宜久と対戦し、肩固めで一本勝ちを収めた。
2011年10月15日、GRABAKA LIVE!で佐々木有生と対戦し、判定負け。

## 戦績

### 総合格闘技
| 総合格闘技 戦績 | 総合格闘技 戦績 | 総合格闘技 戦績 | 総合格闘技 戦績 | 総合格闘技 戦績 | 総合格闘技 戦績 | 総合格闘技 戦績 |
| --------------- | --------------- | --------------- | --------------- | --------------- | --------------- | --------------- |
| 33 試合         | (T)KO           | 一本            | 判定            | その他          | 引き分け        | 無効試合        |
| 18 勝           | 2               | 11              | 5               | 0               | 4               | 0               |
| 11 敗           | 6               | 0               | 5               | 0               | 4               | 0               |

| 勝敗 | 対戦相手                     | 試合結果                             | 大会名                                                                                | 開催年月日     |
| ×    | 濱村健                       | 2R 2:02 TKO（タオル投入）            | DEEP 66 IMPACT                                                                        | 2014年4月29日  |
| ○    | 西川純矢                     | 1R 2:40 腕ひしぎ十字固め             | GRABAKA LIVE! 3                                                                       | 2013年10月27日 |
| ×    | 佐々木有生                   | 5分3R終了 判定0-3                    | GRABAKA LIVE! 1st CAGE ATTACK                                                         | 2011年10月15日 |
| ○    | 山本宜久                     | 1R 1:07 肩固め                       | DEEP 50 IMPACT 〜10年目の奇跡〜                                                       | 2010年10月24日 |
| △    | 上山龍紀                     | 5分3R終了 判定1-0                    | DEEP 47 IMPACT                                                                        | 2010年4月17日  |
| ○    | キム・ドンヒョン             | 5分2R終了 判定3-0                    | DEEP&CMA大感謝祭!                                                                     | 2009年11月10日 |
| ×    | 池本誠知                     | 1R 1:42 TKO（左ストレート→パウンド） | DEEP 40 IMPACT 【DREAMウェルター級GP出場者決定戦】                                    | 2009年2月20日  |
| ○    | アンドレ・マフェトニ         | 1R 4:47 フロントチョーク             | CAGE FORCE EX -eastern bound-                                                         | 2008年11月8日  |
| ×    | 桜井"マッハ"速人             | 1R 4:12 TKO（左フック→パウンド）     | DREAM.1 ライト級グランプリ2008 開幕戦                                                 | 2008年3月15日  |
| ○    | イ・ヨンフン                 | 1R 1:44 腕ひしぎ十字固め             | CAGE FORCE EX -eastern bound-                                                         | 2008年2月11日  |
| ×    | ダン・ハーディー             | 3R 0:28 TKO（タオル投入）            | CAGE FORCE 04 【ウェルター級王座決定トーナメント 準決勝】                             | 2007年9月8日   |
| ○    | ヤンネ・トゥリリンタ         | 1R 1:48 オモプラッタ                 | CAGE FORCE 02 【ウェルター級王座決定トーナメント 1回戦】                              | 2007年3月17日  |
| ×    | ルイージ・フィオラヴァンティ | 1R 2:31 TKO（パウンド）              | D.O.G VII                                                                             | 2006年9月9日   |
| ×    | J.Z.カルバン                 | 1R 2:08 TKO（パウンド）              | HERO'S 2006 ミドル級世界最強王者決定トーナメント開幕戦 【ミドル級トーナメント 1回戦】 | 2006年5月3日   |
| △    | ホドリゴ・グレイシー         | 5分3R終了 判定0-1                    | MARS in 有明                                                                          | 2006年2月4日   |
| ○    | ジェス・リアウディン         | 1R 2:14 腕ひしぎ十字固め             | D.O.G III                                                                             | 2005年9月17日  |
| ○    | デイブ・ストラッサー         | 1R 3:30 KO（右フック）               | D.O.G II                                                                              | 2005年6月11日  |
| ○    | チャット・ラベンダー         | 1R 2:40 三角絞め                     | D.O.G I                                                                               | 2005年3月12日  |
| ×    | 長谷川秀彦                   | 5分3R終了 判定0-3                    | PANCRASE 2004 BRAVE TOUR                                                              | 2004年12月21日 |
| ○    | 伊藤崇文                     | 1R 1:34 三角絞め                     | PANCRASE 2004 BRAVE TOUR                                                              | 2004年10月12日 |
| △    | 野沢洋之                     | 5分2R終了 判定0-0                    | PANCRASE 2004 BRAVE TOUR                                                              | 2004年7月25日  |
| ×    | 和田拓也                     | 5分3R終了 判定0-2                    | PANCRASE 2004 BRAVE TOUR                                                              | 2004年5月28日  |
| ○    | 池本誠知                     | 2R 3:53 肩固め                       | DEEP 13th IMPACT in KORAKUEN HALL                                                     | 2004年1月22日  |
| △    | 長岡弘樹                     | 5分2R終了 判定1-1                    | DEMOLITION                                                                            | 2003年9月23日  |
| ×    | 石川英司                     | 5分3R終了 判定0-3                    | PANCRASE 2003 HYBRID TOUR                                                             | 2003年7月27日  |
| ×    | 國奥麒樹真                   | 5分2R終了 判定0-3                    | PANCRASE 2003 HYBRID TOUR                                                             | 2003年4月12日  |
| ○    | 伊藤博之                     | 5分2R終了 判定3-0                    | DEMOLITION                                                                            | 2003年1月26日  |
| ○    | 北岡悟                       | 1R 0:05 KO（膝蹴り）                 | PANCRASE 2002 SPIRIT TOUR 【ネオブラッド・トーナメント 決勝】                         | 2002年7月28日  |
| ○    | 鈴木雅史                     | 2R 3:48 三角絞め                     | PANCRASE 2002 SPIRIT TOUR 【ネオブラッド・トーナメント 準決勝】                       | 2002年7月28日  |
| ○    | 大久保一樹                   | 延長終了 判定2-1                     | PANCRASE 2002 SPIRIT TOUR 【ネオブラッド・トーナメント 1回戦】                        | 2002年7月28日  |
| ○    | 松田英久                     | 1R 2:35 三角絞め                     | ORG the 2nd                                                                           | 2002年5月12日  |
| ○    | 佐々木恭介                   | 5分2R終了 判定2-0                    | リングス WORLD TITLE SERIES                                                           | 2001年12月21日 |
| ○    | 伊藤博之                     | 5分3R終了 判定2-0                    | リングス BATTLE GENESIS Vol.8 〜壮大なる格闘実験〜                                    | 2001年9月21日  |

### グラップリング
| 勝敗 | 対戦相手 | 試合結果           | 大会名              | 開催年月日     |
| △    | 長南亮   | 5分2R終了 時間切れ | clubDEEP 4th 西調布 | 2003年11月24日 |

## 獲得タイトル
- パンクラス 第8回ネオブラッド・トーナメント 優勝（2002年）